# Deichmann SE
Дајхман је огромни немачки ланац производње обуће. Основан је 1913. године од стране Хајнца-Хорста Дајхмана под називом Heinrich Deichmann-Schuhe GmbH & Co. KG, у Есену, Немачка, где се седиште компаније још увек налази.

## Радње широм света
Дајхман продавнице се могу наћи у 22 земље широм Европе и САД.
| Земља                | Бр. радњи |
| -------------------- | --------- |
| Аустрија             | 161       |
| Белгија              | 6         |
| Босна и Херцеговина  | 18        |
| Бугарска             | 21        |
| Хрватска             | 33        |
| Чешка                | 99        |
| Данска               | 26        |
| Немачка              | 1424      |
| Мађарска             | 116       |
| Италија              | 63        |
| Литванија            | 18        |
| Холандија            | 139       |
| Пољска               | 200       |
| Португал             | 5         |
| Румунија             | 82        |
| Србија               | 30        |
| Словачка             | 54        |
| Словенија            | 24        |
| Шпанија              | 31        |
| Шведска              | 32        |
| Швајцарска           | 190       |
| Турска               | 102       |
| Уједињено Краљевство | 98        |